# Селенид галлия(II)
Селенид галлия(II) — бинарное неорганическое соединение
галлия и селена с формулой GaSe,
красно-коричневые кристаллы,
не растворяется в воде.

## Получение
- Сплавление галлия и селена:

{\displaystyle {\mathsf {Ga+Se\ {\xrightarrow {960^{o}C}}\ GaSe}}}

## Физические свойства
Селенид галлия(II) образует красно-коричневые кристаллы двух модификаций:
- гексагональная сингония, пространственная группа P 6, параметры ячейки a = 0,373 нм, c = 1,588 нм, Z = 4;
- тригональная сингония, пространственная группа R 3m, параметры ячейки a = 0,3739 нм, c = 2,3862 нм, Z = 6.

Есть данные о ещё двух кристаллических модификациях.
Обладает полупроводниковыми свойствами.

## Применение
- Используется в фотодиодах, датчиках поляризованного излучения, фоторезисторах.